# Orifarm
Orifarm er en dansk medicinalvirksomhed med base i Odense. Den blev etableret i 1994 af Hans Bøgh-Sørensen og hans hustru Birgitte, og havde i 2023 omkring 2300 medarbejdere i 13 lande.
Selskabet har i tidens løb opkøbt en række andre medicinalvirksomheder heriblandt Pharma Western (Tyskland) i 2006 samt Growth House Holding (Danmark) i 2019. Dette opkøb inkluderede virksomhederne Alternova, Viminco og Pilum Pharma og Pilatus Comparator Solutions.
I 2019 aftrådte Hans Bøgh-Sørensen som administrerende direktør for Orifarm, efter mere end 25 år ved roret. I hans sted tiltrådte den nuværende administrerende direktør, Erik Sandberg. 

## Historie
Ved en middag i foråret 1994 blev Birgitte og Hans Bøgh-Sørensen tippet om, at en lille medicinalvirksomhed stod til salg. Efter salget af sin andel i den familieejede juicevirksomhed Rimi A/S, var ægteparret på jagt efter nye udfordringer, og de købte derfor virksomheden.
Da Orifarm gik på markedet i 1995, bestod porteføljen af 25 produkter og 9 medarbejdere. Siden da er virksomheden vokset betydeligt, og beskæftigede i 2022 omkring 2200 medarbejdere fordelt på flere lokationer i Europa og USA.
I 2020 købte selskabet en del af Takeda Pharmaceutical Company (Japan) rettigheder til en række håndkøbsmedicin og receptpligtig medicin for 4,6 mia. kr.
I 2021 steg virksomhedens omsætning med 27%, svarende til 10,5 milliarder danske kroner. Overskuddet af driften sted med 39 pct. til 413 millioner danske kroner.